# Eduardo Abela y Sainz de Andino
Eduardo José Abela y Sainz de Andino (Jerez de la Frontera, c. 1835-Málaga, 1908) fue un ingeniero agrónomo, escritor y profesor español.

## Biografía
Nació a mediados de la década de 1830 en la localidad gaditana de Jerez de la Frontera. Ingeniero agrónomo y catedrático, fue autor de numerosas obras agronómicas publicadas en las tres últimas décadas del siglo XIX. Como periodista profesional colaboró en publicaciones periódicas como la Crónica de la Agricultura Española, Gaceta Agrícola del Ministerio de Fomento y La Ilustración Española, entre otras. Abela, que solía usar la firma «Dianno», falleció en Málaga  el 1 de agosto de 1908.